# Zhou Chengzhou
Zhou Chengzhou (周承舟; nacido el 28 de diciembre de 1982) es un director de cine y fotógrafo chino .
Durante mucho tiempo, ha estado dedicado a la atención de los problemas relacionados con el bienestar mental y espiritual de las personas, ha enfocado su investigación y sus actividades profesionales en estas afecciones. La teoría artística de Zhou Chengzhou también se centra en los conceptos de industria, urbanización y marginación. La obra de Zhou como artista, cineasta y escritor aborda la alienación que existe entre individuos, lugares y una "cultura más amplia y homogeneizada".

## Primeros años de vida
Zhou Chengzhou nació en diciembre de 1982 en la ciudad de Changde, ubicada en la provincia de Hunan (China).
A los 7 años, el padre de Zhou le enseñó a manejar una cámara de cine y a tomar fotografías más nítidas, lo cual encendió su pasión por la fotografía. En ese momento, solo lo hacía por diversión y no tenía planes de seguir una carrera en este ámbito.
Tras obtener su título en Lengua y Literatura China en la Universidad de Pekín en 2005, dedicó varios años a la creación de calzado. No obstante, durante este tiempo, su pasión por la fotografía resurgió, ya que capturó más de 200,000 imágenes de los zapatos para promocionarlos en línea. Esto le permitió perfeccionar sus habilidades fotográficas.
En 2015, redirigió su atención hacia la fotografía y perfeccionó sus habilidades a través de diversas experiencias, como trabajar en el set de un programa de televisión y participar en sesiones de fotografía durante la Semana de la Moda de París en 2016. Luego, dio el paso oficial hacia la fotografía profesional y emprendió una carrera como fotógrafo, capturando proyectos de ingeniería de gran envergadura y obras de infraestructura ferroviaria de alta velocidad mediante el uso de drones. A medida que su experiencia se ampliaba, buscó romper con los conceptos tradicionales de la fotografía y desarrollar su propio estilo.

## Biografía
Su principal enfoque se centra en la producción y estudio de obras relacionadas con la conciencia espiritual. Su trabajo pone de relieve la brecha entre las personas y una cultura global más amplia, al mismo tiempo que aborda temas relacionados con la industrialización, la urbanización y la marginación.

## Premios y honores
- Premios LensCulture Summer open Awards 2022, ganador[6][7]
- Premio Comisión Fundación Silvana S. 2022, Lista corta
- Premios de fotografía 1x 2017/18, Ganador[8]
- Premio Arte Estética 2019 y 2023, Finalista[9]
- Photofest con premio National Geographic 2019, Ganador
- Premio de fotografía artística Lensculture 2018, Finalista[10]
- V Premio FAPA, Finalista[11]

## Carrera cinematográfica
Su ópera prima, titulada "Sub-subconsciente," se estrenó en 2020 y recibió el Premio al Mejor Largometraje del Público en el 13º Festival de Cine Patológico, y ganó el Premio del Jurado en LA Underground Film Forum. Fue nominado por el Festival de Cine de Adirondack, y el Festival de Cine Jelly.
Completó su segunda película, Unreflex Land, en 2021.
Completó su primer largometraje, Proveedor de tiempo, en 2022.

## Filmografía
| Año  | Título                    | Director | Escritor |
| ---- | ------------------------- | -------- | -------- |
| 2020 | Sub-subconsciente         | Sí       | Sí       |
| 2021 | Tierra irreflexiva        | Sí       | Sí       |
| 2022 | Proveedor de tiempo       | Sí       | Sí       |
| 2022 | El paraíso de los tiempos | Sí       | Sí       |
| 2022 | acarreo de ladrillos      | Sí       | Sí       |
| 2023 | Los lirios florecen       | Sí       | Sí       |
| 2023 | Armadura colgada          | Sí       | Sí       |

## Exposiciones
- The Brink - Exposición en Ugly duck 2023.[15]
- Exposición LensCulture - Exposición en Somerset House, Foto Londres 2023.[16][17]
- Times paradise - Aesthetica Art Prize 2023 Exhibition at York Art Gallery, 2023.[18][19]
- Times Paradise – 798 Art Zone, IDEAL GAS, 2023.[1]
- ¿A dónde fue la basura? – Exposición en Today Art Museum, 2020.[20]
- Más allá de los límites : exposición LensCulture en Aperture Gallery 2019.[21][22]
- Under the Consciousness - Exposición del Premio de Arte Aesthetica 2019 en York Art Gallery, 2019.[23]
- Un planeta en equilibrio – Photofest con galería patrocinada por National Geographic 2019.[24][25]
- Naturaleza multidimensional – Festival Internacional de Fotografía de Pingyao, 2017

## Publicaciones
- VISION MAGAZINE PRIMAVERA 2023 No.190 Cultura: mientras paseas, mientras juegas[26]
- Futuro ahora, 2023[27]
- X, 1X, 2018ISBN 9789-1979-1847-3[28]
- Futuro ahora, 2019[29]
- Vida vulgar y canto elegante, Mondrian al estilo chino , P232-233, 2015,ISBN 978-7-115-41109-9[30]